# Angelo Borrelli
Angelo Borrelli (Santi Cosma e Damiano, 18 novembre 1964) è un funzionario italiano, dal 2017 al 2021 capo del Dipartimento della protezione civile e dal 2022 capo del Dipartimento per la trasformazione digitale.

## Biografia

### Studi e inizi
Nato nel 1964 in provincia di Latina, si è laureato in Economia e Commercio all'Università degli Studi di Cassino, diventando revisore dei conti e commercialista.

### Carriera
Nel 2000 entra nell'Ufficio Nazionale per il Servizio Civile della Presidenza del Consiglio. Nel 2002 è dirigente del Dipartimento della protezione civile della Presidenza del Consiglio, in cui scala in pochi anni tutti i ruoli dal basso fino alla carica nel 2008 di Coordinatore dell'Ufficio Amministrazione e Bilancio.
Borrelli ha partecipato alle fasi più drammatiche dei terremoti italiani che si sono succeduti negli ultimi anni: prima nel 2009 in Abruzzo, poi nel 2012 in Emilia e per finire nel sisma verificatosi nel 2016 in Centro-Italia.
Nel 2010 diviene vice-capo dell'Area Tecnica del Dipartimento.
Dal 2011 è stato vice-capo della protezione civile.
In seguito all'abbandono dell'incarico per motivi personali di Fabrizio Curcio di cui era il vice, l'8 agosto 2017 Borrelli diviene capo del Dipartimento della protezione civile della Presidenza del consiglio.
Partecipa attivamente e anche molto mediaticamente alla prima fase della Pandemia di COVID-19, leggendo nella primavera 2020 ogni giorno alle 17:00 in diretta televisiva nazionale il bollettino giornaliero con i dati dei morti e dei contagiati. Viene infine sostituito il 26 febbraio 2021 da Fabrizio Curcio, a seguito di varie polemiche sulla sua gestione della pandemia.
Dal 24 novembre 2022 è a capo del Dipartimento per la Trasformazione Digitale della Presidenza del Consiglio.
Oratore ufficiale in occasione della cerimonia d'ingresso dei Capitani Reggenti della Repubblica di San Marino il 1 aprile 2021
Il 31 marzo 2021 è stato insignito dell’onorificenza di Cavaliere di Gran Croce dell’Ordine Equestre di Sant’Agata.

## Controversie
Nel 2009 la Corte dei conti ha indagato sulle responsabilità di Borrelli, con Guido Bertolaso, riguardo ai contratti legati al trasferimento del summit del G8 a L'Aquila, ipotizzando un danno erariale di 5 milioni di euro. Dopo una prima decadenza delle accuse contabili nel 2014 per un errore procedurale, il 31 marzo 2021 Borrelli e Bertolaso vengono assolti dalla Corte dei conti per insussistenza di danno erariale.